# Волейбол на летните олимпийски игри 2004
Волейболният турнир на Летните олимпийски игри 2004 се провежда в Атина между 14 и 29 август 2004 г.

## Състезания
Мачовете по (класически) волейбол се играят в Залата на мира и приятелството, а по плажен волейбол са в Олимпийския център по плажен волейбол.

## Разпределение на медалите
Раздават се 4 комплекта медала в следните състезания:
- Волейбол мъже (12 отбора)
- Волейбол жени (12 отбора)
- Плажен волейбол мъже (24 отбора)
- Плажен волейбол жени (24 отбора)

### Страни с медали
| Място | Държава   | Злато | Сребро | Бронз | Общо |
| ----- | --------- | ----- | ------ | ----- | ---- |
| 1     | Бразилия  | 2     | 1      | 0     | 3    |
| 2     | САЩ       | 1     | 0      | 1     | 2    |
| 3     | Китай     | 1     | 0      | 0     | 1    |
| 4     | Русия     | 0     | 1      | 1     | 2    |
| 5     | Италия    | 0     | 1      | 0     | 1    |
| 5     | Испания   | 0     | 1      | 0     | 1    |
| 7     | Куба      | 0     | 0      | 1     | 1    |
| 7     | Швейцария | 0     | 0      | 1     | 1    |

### Медалисти
| Дисциплина        | Злато | Сребро | Бронз |
| ----------------- | --- | --- | --- |
| Мъже детайли      | Бразилия Джоване Гавио Андре Хелер Маурисио Лима Жиба Андре Насименто Серджио Сантос Андерсон Родригес Налберт Битенкорт Густаво Ендрес Родригао Рикардо Гарсия Данте Амарал | Италия Луиджи Мастранджело Валерио Вермилио Самуеле Папи Андреа Сарторети Алберто Цисола Венцислав Симеонов Дамияно Пипи Андреа Джиани Алесандро Фей Паоло Тофоли Паоло Чоци Матей Чернич                      | Русия Станислав Динейкин Сергей Баранов Павел Абрамов Алексей Казаков Сергей Тетюхин Вадим Камуцски Александър Косарев Константин Ушаков Тарас Хтей Андрей Егорчев Алексей Вербов Алексей Кулешов |
| Жени детайли      | Китай Чен Жинг Фенг Кун Ли Шан Лиу Янан Сонг Нина Ванг Лина Янг Хао Жанг На Жанг Пинг Жанг Юхонг Жао Руируи Жу Сухонг                                                        | Русия Йевгения Артамонова Любов Килич Олга Чуканова Йекатерина Гамова Александра Коруковец Олга Николаева Йелена Плотникова Наталия Сафронова Марина Шешенина Ирина Тебенихина Елизавета Тишченко Елена Тюрина | Куба Зоила Барос Росир Калдерон Нанси Карильо Ана Фернандес Майбелис Мартинес Лиана Меса Аниара Муньос Яйма Ортис Дайми Рамирес Юмилка Руис Марта Санчес Дулче Телес                              |
| Мъже плаж детайли | Рикардо Сантос и Емануел Рего (БРА) | Хавиер Босма и Пабло Херера (ИСП) | Стефан Кобел и Патрик Хойшер (ШВЦ) |
| Жени плаж детайли | Кери Уолш и Мисти Мей (САЩ) | Шелда Беде и Адриана Бехар (БРА) | Холи МакПийк и Илейн Йънгс (САЩ) |